# Khai Thái
Khai Thái là một xã thuộc huyện Phú Xuyên, thành phố Hà Nội, Việt Nam.
Xã Khai Thái có diện tích 9,25 km², dân số năm 1999 là 7824 người, mật độ dân số đạt 846 người/km².